# Callicostella paulensis
Callicostella paulensis är en bladmossart som beskrevs av Brotherus 1907. Callicostella paulensis ingår i släktet Callicostella och familjen Hookeriaceae. Inga underarter finns listade i Catalogue of Life.